# NHK Trophy 2019
NHK Trophy 2019 – szóste, a zarazem ostatnie w kolejności zawody łyżwiarstwa figurowego z cyklu Grand Prix 2019/2020. Zawody odbyły się od 22 do 24 listopada 2019 roku w hali Makomanai Ice Arena w Sapporo.
W konkurencji solistów zwyciężył Japończyk Yuzuru Hanyū, zaś wśród solistek Rosjanka Alona Kostornoj. W parach sportowych triumfowali Chińczycy Sui Wenjing i Han Cong, zaś w parach tanecznych Francuzi Gabriella Papadakis i Guillaume Cizeron.

## Terminarz
| Data         | Godzina                     | Konkurencja     | Segment          |
| ------------ | --------------------------- | --------------- | ---------------- |
| 22 listopada | 12:33 UTC+09:00 / 04:33 CET | Pary taneczne   | Taniec rytmiczny |
| 22 listopada | 14:20 UTC+09:00 / 06:20 CET | Pary sportowe   | Program krótki   |
| 22 listopada | 16:55 UTC+09:00 / 08:55 CET | Solistki        | Program krótki   |
| 22 listopada | 19:05 UTC+09:00 / 11:05 CET | Soliści         | Program krótki   |
| 23 listopada | 12:15 UTC+09:00 / 04:15 CET | Pary taneczne   | Taniec dowolny   |
| 23 listopada | 14:35 UTC+09:00 / 06:35 CET | Pary sportowe   | Program dowolny  |
| 23 listopada | 16:50 UTC+09:00 / 08:50 CET | Solistki        | Program dowolny  |
| 23 listopada | 19:25 UTC+09:00 / 11:25 CET | Soliści         | Program dowolny  |
| 24 listopada | 12:00 UTC+09:00 / 04:00 CET | Pokazy mistrzów | Pokazy mistrzów  |

## Rekordy świata
| Rekordy świata (GOE±5) na moment rozpoczęcia zawodów (stan na 22 listopada 2019): | Rekordy świata (GOE±5) na moment rozpoczęcia zawodów (stan na 22 listopada 2019): | Rekordy świata (GOE±5) na moment rozpoczęcia zawodów (stan na 22 listopada 2019): | Rekordy świata (GOE±5) na moment rozpoczęcia zawodów (stan na 22 listopada 2019): | Rekordy świata (GOE±5) na moment rozpoczęcia zawodów (stan na 22 listopada 2019): | Rekordy świata (GOE±5) na moment rozpoczęcia zawodów (stan na 22 listopada 2019): |
| Konkurencja                                                                       | Segment                                                                           | Zawodnicy                                                                         | Punkty                                                                            | Zawody                                                                            | Data                                                                              |
| --------------------------------------------------------------------------------- | --------------------------------------------------------------------------------- | --------------------------------------------------------------------------------- | --------------------------------------------------------------------------------- | --------------------------------------------------------------------------------- | --------------------------------------------------------------------------------- |
| Soliści                                                                           | Nota łączna                                                                       | Nathan Chen                                                                       | 323,42                                                                            | Mistrzostwa świata 2019                                                           | 23 marca 2019                                                                     |
| Soliści                                                                           | Program dowolny                                                                   | Nathan Chen                                                                       | 216,02                                                                            | Mistrzostwa świata 2019                                                           | 23 marca 2019                                                                     |
| Soliści                                                                           | Program krótki                                                                    | Yuzuru Hanyū                                                                      | 110,53                                                                            | Rostelecom Cup 2018                                                               | 16 listopada 2018                                                                 |
| Solistki                                                                          | Nota łączna                                                                       | Aleksandra Trusowa                                                                | 241,02                                                                            | Skate Canada International 2019                                                   | 26 października 2019                                                              |
| Solistki                                                                          | Program dowolny                                                                   | Aleksandra Trusowa                                                                | 166,62                                                                            | Skate Canada International 2019                                                   | 26 października 2019                                                              |
| Solistki                                                                          | Program krótki                                                                    | Rika Kihira                                                                       | 83,97                                                                             | World Team Trophy 2019                                                            | 11 kwietnia 2019                                                                  |
| Pary sportowe                                                                     | Nota łączna                                                                       | Sui Wenjing / Han Cong                                                            | 234,84                                                                            | Mistrzostwa świata 2019                                                           | 21 marca 2019                                                                     |
| Pary sportowe                                                                     | Program dowolny                                                                   | Sui Wenjing / Han Cong                                                            | 155,60                                                                            | Mistrzostwa świata 2019                                                           | 21 marca 2019                                                                     |
| Pary sportowe                                                                     | Program krótki                                                                    | Jewgienija Tarasowa / Władimir Morozow                                            | 81,21                                                                             | Mistrzostwa świata 2019                                                           | 20 marca 2019                                                                     |
| Pary taneczne                                                                     | Nota łączna                                                                       | Gabriella Papadakis / Guillaume Cizeron                                           | 223,13                                                                            | World Team Trophy 2019                                                            | 12 kwietnia 2019                                                                  |
| Pary taneczne                                                                     | Taniec dowolny                                                                    | Gabriella Papadakis / Guillaume Cizeron                                           | 135,82                                                                            | World Team Trophy 2019                                                            | 12 kwietnia 2019                                                                  |
| Pary taneczne                                                                     | Taniec rytmiczny                                                                  | Gabriella Papadakis / Guillaume Cizeron                                           | 88,69                                                                             | Internationaux de France 2019                                                     | 1 listopada 2019                                                                  |

W trakcie zawodów ustanowiono następujące rekordy świata (GOE±5):
| Konkurencja   | Segment          | Zawodnicy                               | Punkty | Data              |
| ------------- | ---------------- | --------------------------------------- | ------ | ----------------- |
| Pary taneczne | Nota łączna      | Gabriella Papadakis / Guillaume Cizeron | 226,61 | 23 listopada 2019 |
| Pary taneczne | Taniec dowolny   | Gabriella Papadakis / Guillaume Cizeron | 136,58 | 23 listopada 2019 |
| Solistki      | Program krótki   | Alona Kostornoj                         | 85,04  | 22 listopada 2019 |
| Pary sportowe | Program krótki   | Sui Wenjing / Han Cong                  | 81,27  | 22 listopada 2019 |
| Pary taneczne | Taniec rytmiczny | Gabriella Papadakis / Guillaume Cizeron | 90,03  | 22 listopada 2019 |

## Wyniki

### Soliści
| Poz. | Zawodnik         | Nota łączna | SP | SP     | FS | FS     |
| ---- | ---------------- | ----------- | -- | ------ | -- | ------ |
| 1    | Yuzuru Hanyū     | 305,05      | 1  | 109,34 | 1  | 195,71 |
| 2    | Kévin Aymoz      | 250,02      | 2  | 91,47  | 3  | 158,55 |
| 3    | Roman Sadovsky   | 247,50      | 4  | 78,51  | 2  | 168,99 |
| 4    | Siergiej Woronow | 239,05      | 3  | 88,63  | 6  | 150,42 |
| 5    | Jason Brown      | 231,27      | 8  | 73,73  | 4  | 157,54 |
| 6    | Sōta Yamamoto    | 226,27      | 7  | 74,88  | 5  | 151,39 |
| 7    | Makar Ignatow    | 222,45      | 5  | 78,47  | 8  | 143,98 |
| 8    | Anton Szulepow   | 218,38      | 9  | 71,76  | 7  | 146,62 |
| 9    | Koshiro Shimada  | 213,65      | 6  | 75,98  | 10 | 137,67 |
| 10   | Tomoki Hiwatashi | 207,30      | 11 | 64,54  | 9  | 142,76 |
| 11   | Alexei Bychenko  | 197,63      | 12 | 61,97  | 11 | 135,66 |
| 12   | Conrad Orzel     | 196,34      | 10 | 70,35  | 12 | 125,99 |

### Solistki
| Poz. | Zawodniczka        | Nota łączna | SP | SP       | FS | FS     |
| ---- | ------------------ | ----------- | -- | -------- | -- | ------ |
| 1    | Alona Kostornoj    | 240,00      | 1  | 85,04 WR | 1  | 154,96 |
| 2    | Rika Kihira        | 231,84      | 2  | 79,89    | 2  | 151,95 |
| 3    | Alina Zagitowa     | 217,99      | 4  | 66,84    | 3  | 151,15 |
| 4    | Yuhana Yokoi       | 189,54      | 8  | 62,67    | 4  | 126,87 |
| 5    | Mako Yamashita     | 189,25      | 5  | 65,70    | 5  | 123,55 |
| 6    | Sofja Samodurowa   | 183,27      | 7  | 63,85    | 6  | 119,42 |
| 7    | Lim Eun-soo        | 172,47      | 6  | 65,28    | 10 | 107,19 |
| 8    | Starr Andrews      | 166,72      | 9  | 58,92    | 9  | 107,80 |
| 9    | Karen Chen         | 165,70      | 3  | 67,21    | 11 | 98,49  |
| 10   | Kailani Craine     | 165,46      | 10 | 55,82    | 8  | 109,64 |
| 11   | Maé-Bérénice Méité | 159,98      | 11 | 49,77    | 7  | 110,21 |
| 12   | Megan Wessenberg   | 131,73      | 12 | 44,78    | 12 | 86,95  |

### Pary sportowe
| Poz. | Zawodnicy                               | Nota łączna | SP | SP       | FS | FS     |
| ---- | --------------------------------------- | ----------- | -- | -------- | -- | ------ |
| 1    | Sui Wenjing / Han Cong                  | 226,96      | 1  | 81,27 WR | 1  | 145,69 |
| 2    | Kirsten Moore-Towers / Michael Marinaro | 208,49      | 2  | 71,21    | 2  | 137,28 |
| 3    | Anastasija Miszyna / Aleksandr Gallamow | 203,35      | 3  | 69,00    | 3  | 134,35 |
| 4    | Alisa Jefimowa / Aleksandr Korowin      | 189,34      | 4  | 64,94    | 4  | 124,40 |
| 5    | Riku Miura / Ryuichi Kihara             | 179,94      | 6  | 62,41    | 6  | 117,53 |
| 6    | Tarah Kayne / Danny O’Shea              | 178,73      | 7  | 58,70    | 5  | 120,03 |
| 7    | Alexa Scimeca Knierim / Chris Knierim   | 173,33      | 5  | 63,63    | 8  | 109,70 |
| 8    | Nicole Della Monica / Matteo Guarise    | 171,43      | 8  | 57,55    | 7  | 113,88 |

### Pary taneczne
| Poz. | Zawodnicy                                | Nota łączna | RD | RD       | FD | FD        |
| ---- | ---------------------------------------- | ----------- | -- | -------- | -- | --------- |
| 1    | Gabriella Papadakis / Guillaume Cizeron  | 226,61 WR   | 1  | 90,03 WR | 1  | 136,58 WR |
| 2    | Aleksandra Stiepanowa / Iwan Bukin       | 208,81      | 2  | 84,07    | 2  | 124,74    |
| 3    | Charlène Guignard / Marco Fabbri         | 198,06      | 3  | 82,13    | 4  | 115,93    |
| 4    | Lilah Fear / Lewis Gibson                | 193,01      | 4  | 76,09    | 3  | 116,92    |
| 5    | Wang Shiyue / Liu Xinyu                  | 183,11      | 6  | 74,73    | 6  | 108,38    |
| 6    | Christina Carreira / Anthony Ponomarenko | 182,26      | 5  | 75,25    | 7  | 107,01    |
| 7    | Sofja Szewczenko / Igor Jeriomienko      | 178,08      | 7  | 69,59    | 5  | 108,49    |
| 8    | Carolane Soucisse / Shane Firus          | 172,01      | 9  | 68,39    | 8  | 103,62    |
| 9    | Lorraine McNamara / Quinn Carpenter      | 170,21      | 8  | 68,80    | 9  | 101,41    |